# Чварци
Чварци су врста јела (специјалитет у српској кухињи) добијених од свињског меса (сланине).
Поступак добијања чварака је да се у металном казану кувају комадићи сланине и масног меса, било у месној индустрији или током традиционалне свињокоље у домаћинству. Током кувања се маст истопи и оцеди, а ситни комади меса и масноће прже и суше.
Чварци се чувају осушени и сервирају самостално као предјело или се сервирају уз нека јела као додатак (на пример уз качамак).
У ваљевском крају се праве специфични „дуван чварци”.

## Галерија
- Кување
- Цеђење
- Готов производ